# Bągart (powiat wąbrzeski)
Bągart – wieś w Polsce położona w województwie kujawsko-pomorskim, w powiecie wąbrzeskim, w gminie Płużnica.
W latach 1975–1998 miejscowość należała administracyjnie do województwa toruńskiego. Według Narodowego Spisu Powszechnego (III 2011 r.) liczyła 62 mieszkańców. Jest najmniejszą miejscowością gminy Płużnica.